# A férfi mind őrült
A férfi mind őrült 1937-ben bemutatott fekete-fehér magyar filmvígjáték Lázár Mária, Jávor Pál és Páger Antal főszereplésével.

## Történet
Sóváry Gábor ígéretes festőművész, de pénzügyi gondjai vannak, még a szállodai szobáját sem tudja kifizetni. Egyik napról a másikra él, a barátai segítségével tud csak – ügyeskedéssel – talpon maradni. Ekkor megérkezik a hotelba Elena, a gazdag, magyar származású művésznő a komornájával. Sóváry szomszédai lesznek a szállodában, ám ebből veszekedések támadnak. Elena és Gábor végül összebarátkoznak, de a férfi titkolja Elena előtt a szegénységét.

## Szereplők
- Elena el Prado – Lázár Mária
- Sóváry Gábor, festőművész – Jávor Pál
- Jónás – Páger Antal
- Szállodai titkár – Dénes György
- Nyári Béla, újságíró – Pethes Sándor
- Elena el Prado komornája – Vaszary Piri
- Csopaky – Mály Gerő
- Csopakyné – Dajbukát Ilona
- Főportás – Köpeczi-Boócz Lajos
- Főpincér – Justh Gyula
- Pincér – Peti Sándor
- Szabó – Makláry Zoltán
- Teremőr – Bihari József
- Képviselő – Dózsa István
- Egy úr az utcán – Gárday Lajos
- Vendég a szállodában – Kálmán Magda
- Férfi a kiállításon – Lengyel Vilmos
- Egy úr a kiállításon – Mátray József
- Adminisztrátornő – Orsolya Erzsébet
- Özvegy Párkányné – Vágóné Margit
- Hölgy a kiállításon – Zala Karola
- Cigányzenekari tag – Balassa János
- Szerelmes leány a szálloda éttermében – Benedek Erzsi
- István, gazda – Bársony István
- Vendég a Grillben – Hertay Gizi
- Szerelmes férfi a szálloda éttermében – Lontay István
- Vendég a presszóban – F. Lányi Irma
- Portás – Markovits Endre
- Társaságbeli hölgy – Orbán Ibolya
- Pataky Ferenc – Vendég a lakodalomban
- Gyula – Poór Miklós
- Képvásárló – Pártos Dezső
- Olasz vendég – Róna Aladár

## További információk

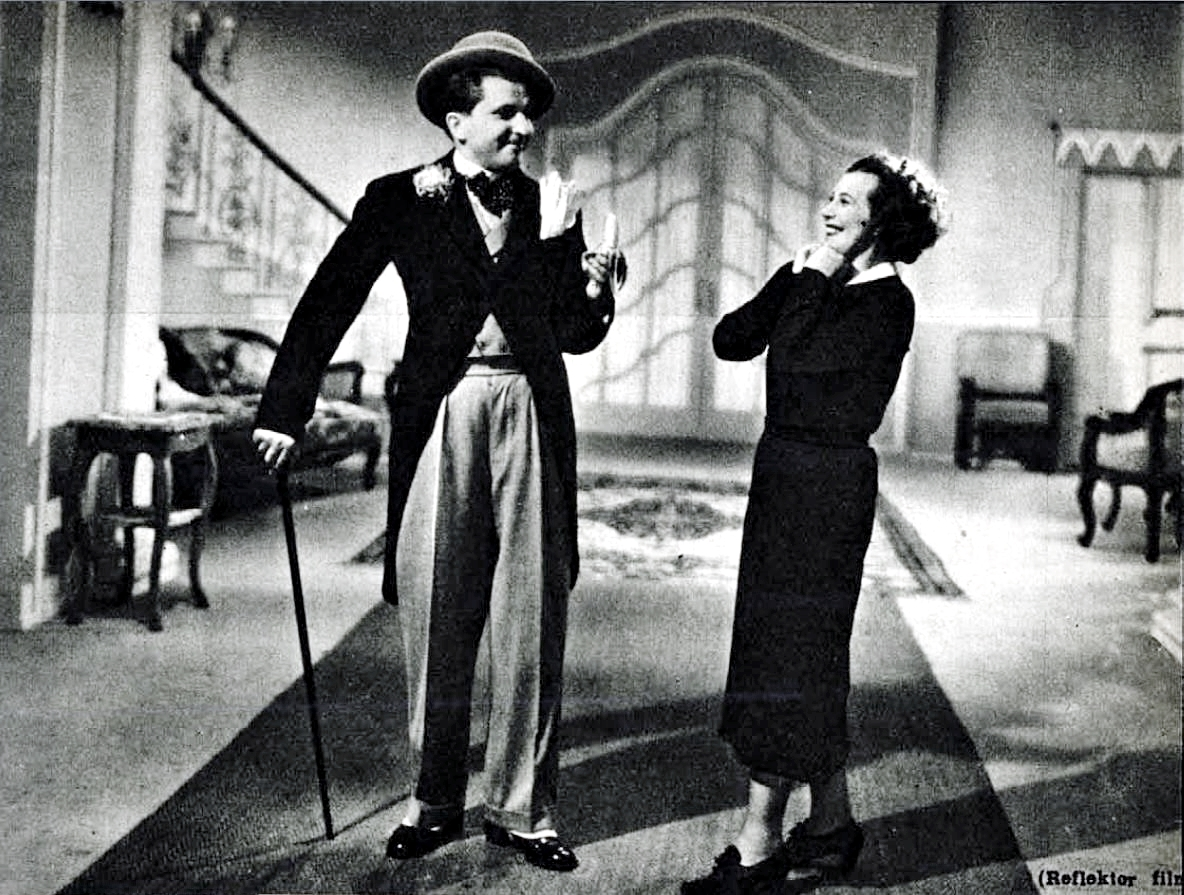
Páger Antal és Vaszary Piri

## Televíziós megjelenések
MTV1, Szív TV, Duna TV, SATeLIT, M2